# Ernst Meyerolbersleben
Ernst Ludwig Meyerolbersleben (* 30. Oktober 1898 in Würzburg; † 17. November 1991 in Berlin) war ein deutscher Komponist, Pianist, Dirigent, Kapellmeister, Sänger und Musikpädagoge.

## Leben
Ernst Meyerolbersleben wurde 1898 als Sohn des Hofrats und Konservatorium-Direktors Max Meyer-Olbersleben (1850–1927) und dessen Frau Berta Stahel (1862–1941) in Würzburg geboren. Nach dem Besuch des Gymnasiums studierte er an der Julius-Maximilians-Universität Würzburg und Ludwig-Maximilians-Universität München. Unterrichtet wurde er von 1902 bis 1911 zunächst von seinem Vater. Von 1911 bis 1915 besuchte er die Königliche Musikschule Würzburg, wo zu seinen Lehrern Karl Wyrott und Max Niebauer in Klavier, Franz Schörg in Violine, Artur Schreiber in Viola und sein Vater in Komposition gehörten. Im Ersten Weltkrieg (1917) wurde er mit dem Eisernen Kreuz II. Klasse ausgezeichnet. Danach studierte er von 1920 bis 1923 Komposition bei Hermann Wolfgang von Waltershausen, Dirigieren bei Siegmund von Hausegger und Gesang bei Juan Raventós an der Staatlichen Akademie der Tonkunst, Hochschule für Musik in München.
1919/20 war er zunächst Korrepetitor und Kapellmeister am Städtischen Theater Würzburg. 1922/23 trat er als Konzertbegleiter sowie Dirigent und Sänger am den Bayerischen Landesbühnen München in Erscheinung. Von 1923 bis 1929 war er als Opernsänger an der Sächsischen Staatstheater Dresden tätig. In dieser Zeit erhielt er die Carl Eduard Medaille II. Klasse (1925). Von 1930 bis 1940 war er Theorielehrer am Konservatorium der Landeshauptstadt Dresden, Akademie für Musik, Theater und Tanz. Am 20. März 1940 beantragte er die Aufnahme in die NSDAP und wurde zum 1. April desselben Jahres aufgenommen (Mitgliedsnummer 8.053.829). Von 1940 bis 1945 wirkte er als stellvertretender Direktor und 1945 als interimistisch Direktor der Hochschule für Musik Franz Liszt Weimar. Darüber hinaus war er Kustos des dortigen Max-Reger-Archivs und bis 1947 Musikbeauftragter des Kreisamts Weimar. Von 1951 bis 1953 leitete er die Volksmusikschule Berlin-Mitte (heute: Musikschule Fanny Hensel). 1953 wurde er Lektor am Institut für Musikerziehung an der Humboldt-Universität zu Berlin. Zu seinen Schülern gehörten u. a. Herbert Kirmße, Max Neumann, Marc Roland und seine zweite Ehefrau.
Ab 1923 war er mit Emmi Kundmüller verheiratet. In zweiter Ehe war er mit der Sopranistin Ulrsula Seiderer (Ursula Dorcas, geb. 1921) liiert, die er 1942 ehelichte. Mit beiden Frauen hatte er jeweils zwei Kinder. Sein Sohn Albrecht Meyerolbersleben (1924–2019) war Opernsänger und Hochschullehrer.

## Werke
Zu den Kompositionen von Ernst Meyerolbersleben gehören u. a.:
- Opern und Operetten,
- Kammermusik: Sonaten, Quartette und Suiten,
- Chöre nach verschiedensten Dichtern, u. a. Goethe, Hesse, Brentano, Claudius, Eichendorff, Morgenstern, Sack, Storm, Uhland,
- neuzeitliche Choräle,
- Lieder und Duette,
- Chansons nach Bierbaum, Wedekind, Wolzogen, A. Holz u. a.
- Wiegenlieder,
- Bearbeitungen französischer, spanischer, russischer und rumänischer Volkslieder